# Nyomásos gazdálkodás
A 6. században az európai gazdálkodás két alapkövön nyugodott: a római hagyományokon és a betelepülők kezdetlegesebb módszerein. A vad talajváltó művelés során erdőirtással, égetéssel, új területeket tettek művelhetővé. Ekkor újabb földet tettek szabaddá, a régit elhagyták.
A nyomásos gazdálkodás római hagyományokon alakult meg. A kétnyomásos rendszerben évente váltva a megművelt föld felét vetették be gabonával, a másik részét pihentették. Ezt leggyakrabban legelőnek használták, így a trágyázást is megoldották. A legfejlettebb területeken alkalmazott háromnyomásos művelésnél a földet harmadolták: egy része pihent, másik részén ősszel, a harmadikon tavasszal vetett gabona vagy zöldség termett. Egy  mondás szerint egy harmadrész adja a kenyeret, egyharmad a levest. A nyomásos gazdálkodás folyamatosan terjedt, és a 10. századra már ez vált jellemzővé. Fokozatosan teret hódított a kertművelés is, különösen a zöldségfélék és a szőlő termesztésére.